# Het toilet
Het toilet (Frans: La toilette) is een schilderij van Frédéric Bazille. Hij schilderde het een aantal maanden voor zijn dood op de slagvelden van de Frans-Duitse Oorlog in 1870. Sinds 1918 maakt het schilderij deel uit van de collectie van het Musée Fabre in Montpellier.

## Voorstelling
Bazille wilde met Het toilet deelnemen aan de Parijse salon van 1870. Hij hoopte met deze tamelijk klassieke voorstelling indruk te maken op de jury onder leiding van de oriëntalist Gérôme, die het doek uiteindelijk niet zou toelaten, wellicht omdat het over het hoofd gezien was. Bazille werkte aan het schilderij van december 1869 tot maart 1870. In een brief aan zijn moeder uit die periode schrijft hij dat hij een schitterend, maar duur model heeft ingehuurd en een prachtige negerin. Het rechter meisje is waarschijnlijk Lise Tréhot, in die tijd vriendin en vast model van Renoir, met wie Bazille goed bevriend was. Wat echter met name opvalt in het schilderij is de virtuoze weergave van de verschillende stoffen, zoals het bont op de bank en het tapijt aan de muur.
Er zijn meerdere schilderijen waaruit Bazille inspiratie geput heeft voor Het toilet, zoals De mystieke bruiloft van de heilige Catharina van Veronese dat zich in Montpellier bevindt en waar een van de hoofdpersonen dezelfde gehurkte houding aanneemt als de bediende. Daarnaast Rembrandts Bathseba met de brief van koning David dat in 1869 aan het Louvre was nagelaten en veel aandacht van kunstcritici had gekregen. Bovenal lijkt de schilder echter beïnvloed door de haremscènes van Delacroix, waarvan De vrouwen van Algiers in hun vertrek wellicht het bekendste voorbeeld is. Zowel het Louvre als het Musée Fabre bezit een versie van dit werk. Ook verwijst Het toilet naar Manets Olympia waar ook een naakte, blanke vrouw terzijde wordt gestaan door een zwarte bediende, al is Bazilles schilderij minder frontaal. Dit verband met Manet is ook een mogelijk verklaring voor de afwijzing door de jury van de salon.

## Herkomst
- 1918: Schenking van Marc Bazille, broer van de kunstenaar, aan het Musée Fabre.

## Afbeeldingen

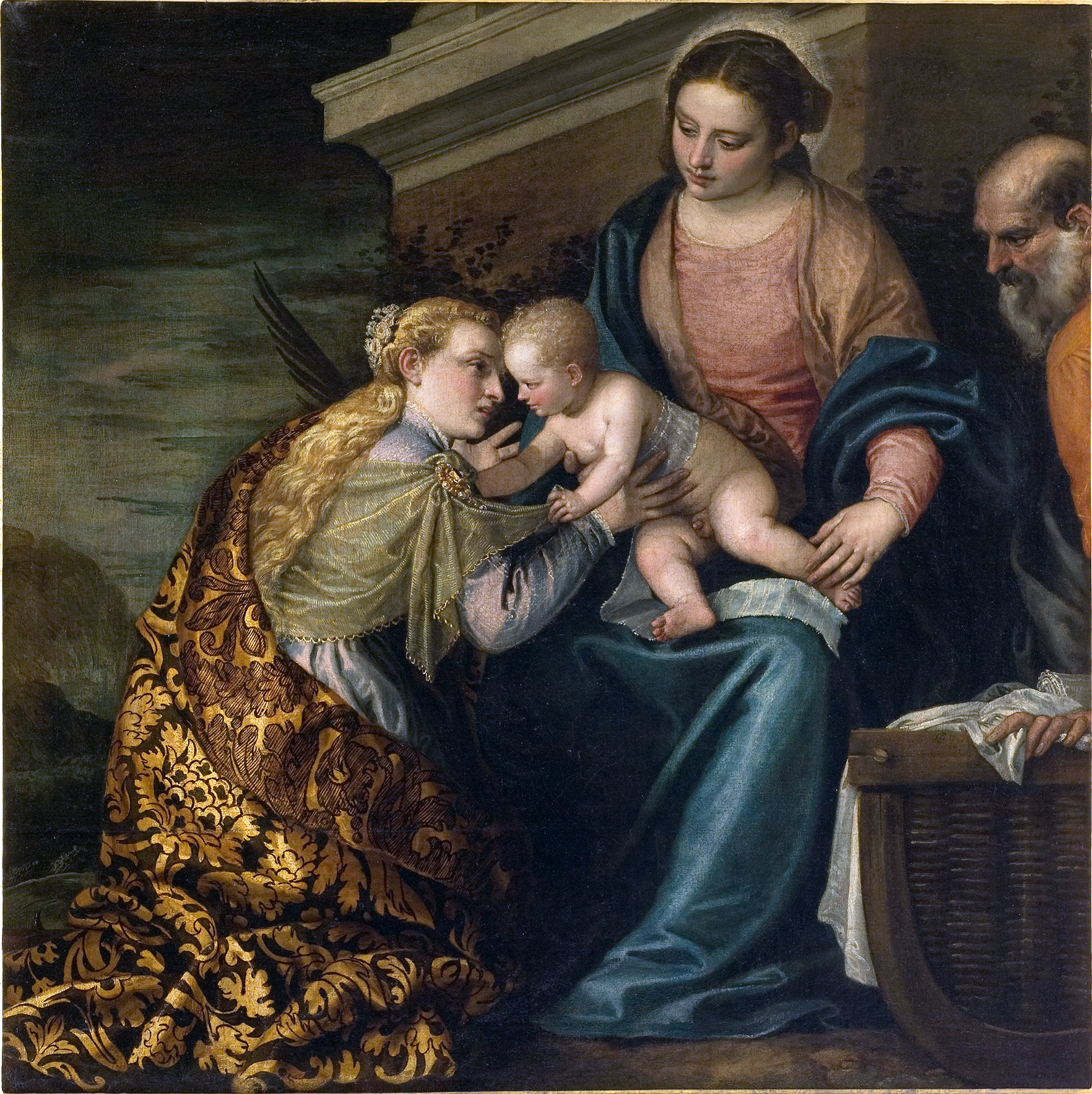
De mystieke bruiloft van de heilige Catharina - Paolo Veronese
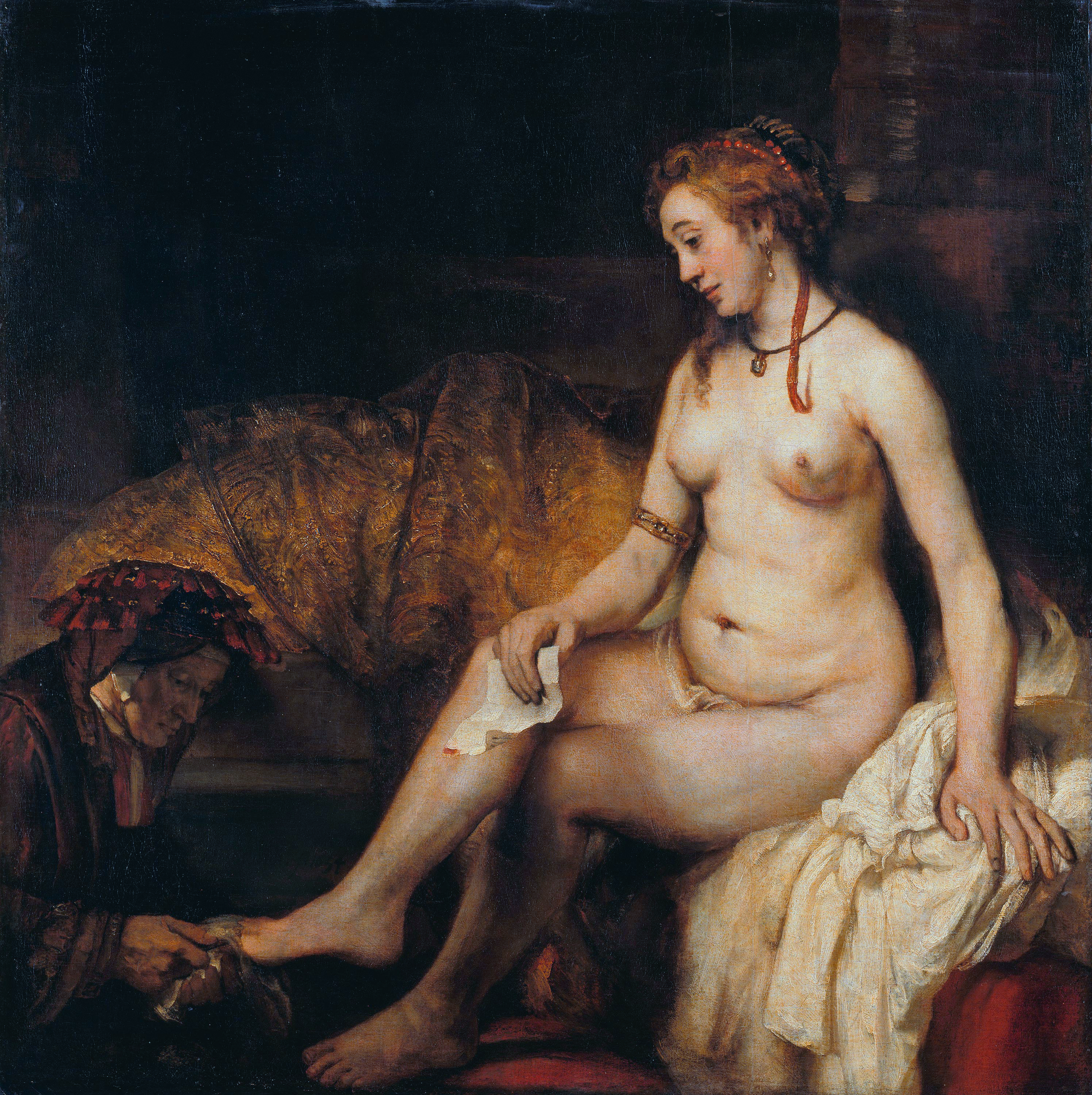
Bathseba met de brief van koning David - Rembrandt van Rijn
De vrouwen van Algiers in hun vertrek - Eugène Delacroix
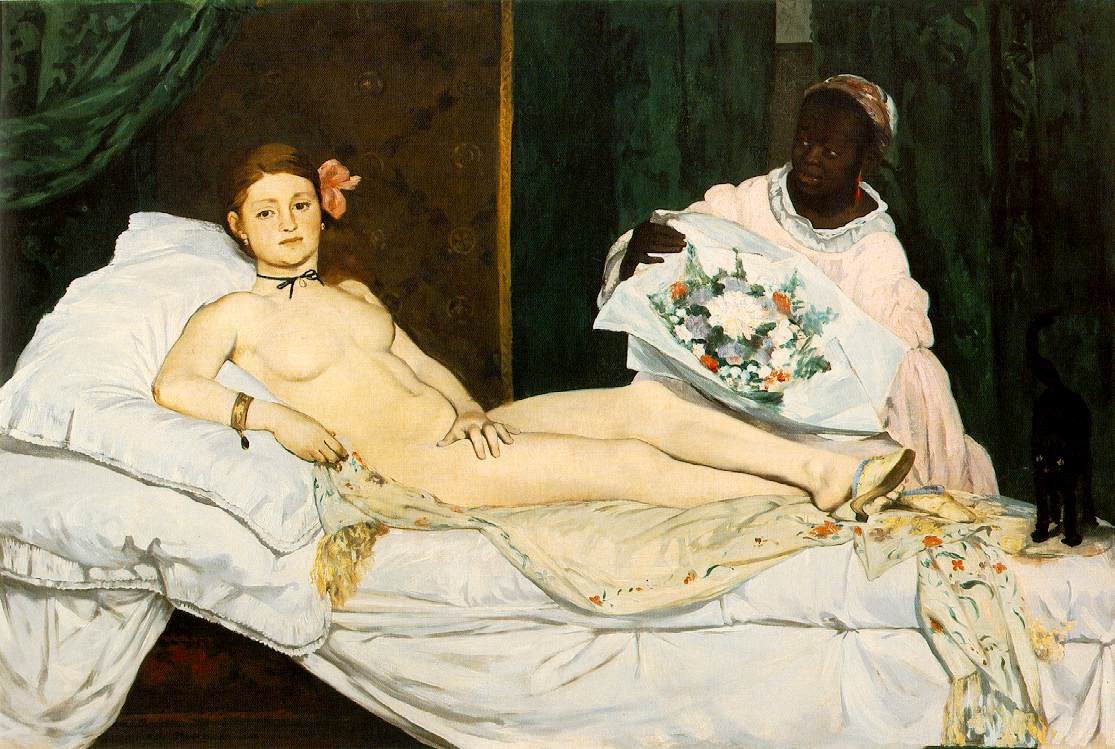
Olympia - Édouard Manet